# Börje Kullenberg
Einar Börje Kullenberg, né le 11 mai 1906 à Uppåkra et mort le 2 décembre 1991 à Göteborg, est un géophysicien et océanographe suédois.

## Biographie
Kullenberg soutient un doctorat à l'Université de Lund en 1938 avec une thèse intitulée The Stark Effect of Hydrogenic Fine-Structure: A Study Based on the Ionized Helium Line 4686. Après avoir été technicien de laboratoire à l'institut océanographique de Göteborg, il devient professeur d'océanographie à l'université de Göteborg où il enseigne de 1956 à 1972.
Il est surtout connu pour avoir, grâce au fil à plomb, amélioré la technologie de prélèvement des carottes de sédiments dans les fonds marins en inventant le fil de plomb à piston. Ses carottes ont rapporté des échantillons entre 10 et 20 m de profondeur qui mises bout à bout (250 carottes) ont permis de dépasser la longueur de 1 500 m
Il a pris part, entre autres, à l'expédition suédoise Albatross en 1947-1948 et à l'expédition danoise Galathea en 1950-1952.
Il a reçu le prix Sixten Heyman en 1947 et a été élu membre de l'Académie suédoise des sciences en 1954.

## Publications
- 1933 : Inertia Currents in the Baltic (en collaboration avec Torsten Gustafson)
- 1935 : Interne Wellen im Kattegatt
- 1947 : The Piston Core Sampler